# Liste des œuvres musicales de Friedrich Nietzsche
Le tableau suivant présente, dans l'ordre chronologique, les références des œuvres musicales de Friedrich Nietzsche.
NWV correspond à « Nietzsche Werke Verzeichnis » (Catalogue des Œuvres de Nietzsche).

## Tableau de présentation des œuvres
| Date                              | Numéro NWV | Titre | Détails                                            |
| --------------------------------- | ---------- | --- | -------------------------------------------------- |
| 1854 (?)                          | 43         | Melodiefragment |                                                    |
| 1854/55                           | -          | Übungen (Tonarten und Akkorde) |                                                    |
| 1854 (?)                          | -          | Petits mouvements à plusieurs voix |                                                    |
| 1854 (?)                          | -          | Introduzion, Marcia | Esquisses pour piano                               |
| 1856                              | 44         | Sonatine op. II |                                                    |
| 6 novembre 1856                   | 45         | Sonate D-dur |                                                    |
| 6 novembre 1856                   | 46         | Sonate G-dur |                                                    |
| 1857 (?)                          | 47         | Geburtstagssinphonie | Pour violon et piano                               |
| 1857/58                           | 48         | Marcia |                                                    |
| 1857/58                           | 49         | Esquisses pour piano |                                                    |
|                                   | 50         | Sonata |                                                    |
|                                   | 51         | Ouverture pour orchestre à cordes |                                                    |
|                                   | 52 a b     | Es zieht ein stiller Engel : a) Mouvement à 4 voix b) Choral (Fragment)                                                                                           |                                                    |
| 1858 (?)                          | 53         | Maestoso adagio | (piano)                                            |
|                                   | 54         | Allegro con brio | (piano)                                            |
|                                   | 55 a b     | a) Vivace (piano) b) Allegro (piano) |                                                    |
|                                   | 56         | Allegro con brio | (piano à 4 mains)                                  |
| Décembre 1858                     | 57 a b     | Hoch tut euch auf a) 1re version b) 2e version | Motet                                              |
| 1858/59                           | 58         | Jesus meine Zuversicht | Motet                                              |
| (?)                               | 59         | Aus der Tiefe rufe ich |                                                    |
| 1858                              | 60         | Mouvement de quatuor à cordes |                                                    |
|                                   | (-)        | Choral-melodie-Entwürfe (Buchstabennotation) |                                                    |
| vers 1859                         | 61 a b     | a) Einleitung zu ... b) Fragment de fugue |                                                    |
|                                   | 62         | Einleitung | (piano à 4 mains)                                  |
| 1859-60                           | 63         | Missa | (pour orchestre et chœur, esquisses)               |
|                                   | 63a        | Fragment (piano, Secondo) |                                                    |
| 24 décembre 1859                  | 64         | Phantasie | (piano à 4 mains)                                  |
| 4 juillet 1860                    | 65 a b     | Miserere a) 5 projets b) Miserere | (chœur à 5 voix)                                   |
| Avant Pâques 1861                 | 66         | 3 esquisses | (piano)                                            |
|                                   | 67         | Schluss eines Klavierstücks |                                                    |
| vers 1861                         | 68         | Einleitung Des-dur | (piano)                                            |
| 1860/61                           | 69         | Weihnachts-Oratorium : |                                                    |
| Août 1860                         | 69/I       | Introduction et chœur Hüter ist die Nacht bald hin |                                                    |
| Octobre 1860                      | 69/V       | Zwei Hirtenchöre |                                                    |
| Décembre 1860                     | 69/III     | Chorsätze Gebenedeit, Einen Propheten |                                                    |
| janvier et mars 1861              | 69/IV      | Einleitung zu Mariae Verkündigung, Verkündigung, | Fugues pour chœur et solistes                      |
| 27 mars 1861                      | (-)        | Magnificat |                                                    |
| 1er avril 1861                    | 69/VI      | Ehre sei Gott | Chœur                                              |
| 3 avril 1861                      | (-)        | An der Krippe |                                                    |
| Avant juin 1861                   | 69/II      | Hirtenchor, Sternerwartung, Gesang des Mohren, Instrumentalstück Ges-dur                                                                                          |                                                    |
| Juin 1861                         | 69/V       | Einleitung zur III. Szene |                                                    |
| Juillet 1861                      | 69/VI      | Heidenwelt, Der Könige Tod | Fragments divers                                   |
|                                   | (-)        | Weihnacht, Charfreitag, Ostern, Busstag | Compositions pour orgue                            |
| Juillet-août 1861                 | 70         | Schmerz ist der Grundton der Natur | (aus Teilen des Weihnachts-Oratoriums)             |
| Automne 1861                      | 71         | Esquisse (de Foscari ?) |                                                    |
| Septembre 1861                    | 72         | Ermanarich | Poème symphonique, (piano à 4 mains)               |
| Automne 1861                      | 73         | Presto | (esquisse, piano 4 mains)                          |
|                                   | 1          | Lied Mein Platz vor der Tür | (Klaus Groth)                                      |
| Avant 2 février 1862              | (-)        | Wilde Träume, Haideschenke, Impromptu | Esquisses hongroises                               |
| Avant Pâques 1862                 | 2          | Heldenklage | (piano)                                            |
| (?)                               | 3          | Fragment | (piano)                                            |
| 29 avril 1862                     | 4          | Esquisse (de Merlin ?) |                                                    |
| Juin 1862                         | (-)        | Nachts auf der Haide, Heimweh | Esquisses hongroises                               |
| 22 juin 1862                      | 5          | Ungarischer Marsch | (piano)                                            |
|                                   | 6          | Zigeuner Tanz | (Fragment, piano)                                  |
| Juillet 1862[citation nécessaire] | 7          | Édes titok (Still et ergeben) | (piano)                                            |
|                                   | (-)        | Lied ohne Worte |                                                    |
|                                   | (-)        | Kirchenlieder | (=pour Weihnachts-Oratoriums ?)                    |
|                                   | 8          | Lied Aus der Jugendzeit | (Friedrich Rückert)                                |
| Juillet/août 1862 (ou 1863 ?)     | 9          | So lach doch mal | (piano) (Klaus Groth)                              |
| Septembre 1862                    | 10 a b     | Da geht ein Bach a) b) | a) pour piano b) comme lied (Klaus Groth)          |
| Septembre 1862                    | 11         | Im Mondschein auf der Puszta | (piano)                                            |
| Septembre 1862                    | 12         | Ermanarich | Poème symphonique (piano)                          |
| 5 novembre 1862                   | 13 a b     | Unserer Altvordern eingedenk a) Mazurka b) Aus der Czarda | 2 danses polonaises (piano)                        |
| Décembre 1862                     | (-)        | O Glockenklang in Winternacht | (Lied)                                             |
| Janvier 1863                      | 14 a b     | Das zerbrochene Ringlein : a) Melodram b) Albumblatt (Piano) | a) Piano et voix (Joseph von Eichendorff) b) Piano |
| 2 avril 1863                      | 15         | Grosse Sonate | (Fragment, Piano)                                  |
| Eté 1863                          | 16         | Wie sich Rebenranken schwingen | Lied (August Hoffmann von Fallersleben)            |
| vers 1863                         | 17         | Das Fragment an sich |                                                    |
| 1863                              | 18         | Entwürfe zu Sylvesternacht |                                                    |
| 29 décembre 1863- 2 janvier 1864  | 19         | Eine Sylvesternacht | (Violon et piano)                                  |
| Nov.-13 décembre 1864             | 20-28      | 12 Lieder : |                                                    |
|                                   | 20         | Beschwörung | (Alexandre Pouchkine)                              |
|                                   | (-)        | Winternacht | (Alexandre Pouchkine)                              |
|                                   | (-)        | Die Kette | (Alexander Petöfi)                                 |
|                                   | 21         | Nachspiel | (Alexander Petöfi)                                 |
|                                   | 22         | Ständchen | (Alexander Petöfi)                                 |
|                                   | 23         | Unendlich | (Alexander Petöfi)                                 |
|                                   | 24         | Verwelkt | (Alexander Petöfi)                                 |
|                                   | 24         | Wo bist du | (Alexander Petöfi)                                 |
|                                   | 25         | Ungewitter | (Adelbert von Chamisso)                            |
|                                   | 26         | Gern et Gerner | (Adelbert von Chamisso)                            |
|                                   | 27         | Das Kind an die erloschene Kerze | (Adelbert von Chamisso)                            |
|                                   | 28         | Es winkt und neigt sich | (Nietzsche ?)                                      |
| 11 juin 1865                      | 29 a b     | Junge Fischerin a) 1re version b) 2e version | Lied (Nietzsche)                                   |
| Décembre 1865 (?)                 | 30         | Sonne des Schlaflosen | Fragment de lied (Byron) (Chœur et Orchestre)      |
| Décembre 1865                     | 31         | O weint um sie | Esquisse (Byron) (chœur et orchestre)              |
| 23 janvier 1866                   | 32         | Kyrie | Fragment                                           |
| 22 avril 1867                     | 33         | Herbstlich sonnige Tage | Quatuor vocal avec piano (Emanuel Geibel)          |
| 13 août 1870                      | 34         | Ade ! Ich muss nun gehen | Marschlied (Chœur)                                 |
| 16 octobre 1871                   | 35         | Das Fragment an sich |                                                    |
| 2-7 novembre 1871                 | 36         | Nachklang einer Sylvesternacht, mit Prozessionslied, Bauerntanz und Glokkengeläute                                                                                | (Piano à 4 mains)                                  |
| 16 novembre 1871                  | 37         | Kirchengeschichtliches Responsorium | (Chœur et Piano)                                   |
| 15 avril 1872                     | 38 a b     | Manfred-Meditation a) b) | a) (Piano à 4 mains) b) Esquisse instrumentale     |
| Janvier/février 1873              | 39         | Monodie à deux (Lob der Barmherzigkeit)' | (piano à 4 mains)                                  |
| 24 avril 1873- 29 décembre 1874   | 40 a b c   | Hymnus auf die Freundschaft, a) Canon à trois voix Lieber Freund b) Version pour piano à 4 mains c) Version pour piano à 2 mains (-) Version pour 3 voix et piano |                                                    |
| 1874                              | (-)        | Hymnus an die Einsamkeit |                                                    |
| Fin août 1882                     | 41         | Gebet an das Leben | Lied (Lou von Salomé)                              |
| 1887                              | 42         | Hymnus an das Leben | pour Chœur et Orchestre, adapté par Peter Gast     |
| ?                                 | 74         | Divers fragments non datables |                                                    |

## Source
Friedrich Nietzsche, Der musikalische Nachlass, Bärenreiter-Verlag Basel, 1976